# Romulanos
Los romulanos son una especie extraterrestre ficticia del universo de la serie televisiva Star Trek. Es una especie vinculada a los Vulcanos. Son representados como apasionados, traicioneros y oportunistas. Son la raza dominante del Imperio Estelar Romulano, uno de los mayores imperios en el Cuadrante Beta de la Vía Láctea.
Hicieron su primera aparición en 1966, en el episodio "El equilibrio del terror". Los romulanos fueron creados por Paul Schneider, quien dijo que “esto fue relacionado con desarrollar un grupo romanesco de antagonistas admirables… una extensión de la civilización romana en el punto de vista de los viajes espaciales”.

## Gobierno
En el aspecto político y del poder en el imperio hay que destacar al Senado Imperial en el gobierno legislativo, pasando por las figuras del Emperador, Pretor y Procónsul. El Senado Imperial, presidido por el Pretor, está compuesto por los políticos más poderosos e influyentes del pueblo romulano, ocupando muchos de estos senadores importantes cargos en distintas organizaciones imperiales, como los ministerios, el Consejo de planes de guerra o puestos importantes en la dirección de la agencia de inteligencia, el Tal Shiar. Respecto a la seguridad y fuerzas del orden en el imperio, destaca la denominada Fuerza de inteligencia y policía secreta imperial, el Tal Shiar. Entre otras labores, la principal del Tal Shiar es vigilar la lealtad de los ciudadanos hacia el Imperio, así como la de actuar de espías obteniendo para el Imperio valiosas informaciones de enemigos de la galaxia. Son temidos dentro del Imperio por todas y cada una de las clases sociales, actuando a veces por encima del gobierno, pues disponen de la autoridad de invalidar a cualquier alto mando militar o civil. 
En las relaciones interestelares, los romulanos siempre han sido una raza adversaria en potencia. Su primer conflicto de importancia sucedió en el año 2156, año en que estalló una guerra que enfrentó a los romulanos con las fuerzas de la Tierra y sus aliados (la Coalición de Planetas, futura Federación Unida de Planetas). La guerra fue dura y cruel, usándose armas nucleares, aunque ninguno de los bandos se enfrentó al otro cara a cara durante las hostilidades. La guerra acabó con la victoria de las fuerzas de la Tierra en la batalla de Cheron. Tras el enfrentamiento, ambos frentes negociaron vía radio subespacial la creación de la denominada Zona Neutral entre las fronteras de ambas potencias, cualquier incursión en dicha zona de cualquiera de los dos bandos sería considerado un acto de guerra. La zona neutral se mantiene inviolable hasta el año 2266, cuando una nave romulana penetró en espacio de la Federación y destruyó varios puestos federales, la USS Enterprise (NCC-1701) bajo el mando del capitán James T. Kirk fue enviada a la zona y persigue a la nave romulana hasta la zona neutral, finalmente la nave es destruida por los propios romulanos para que sistema de ocultación no cayera en manos enemigas. El Imperio Romulano estuvo aliado con el Imperio Klingon en el año 2268; ambos imperios se intercambiaron conocimientos tecnológicos y de armamento. En el año 2271 la alianza llegó a su fin, y en los años posteriores hubo varios conflictos entre ambas razas. En el año 2311 el incidente Tomed puso fin a las relaciones existentes entre el Imperio Romulano y la Federación Unida de Planetas. Tras estos acontecimientos, se firmó un tratado que restablecía la Zona Neutral y prohibía el uso de tecnología de ocultación a la Federación. A partir de ese momento, el Imperio Romulano se aisló del resto de la galaxia, hasta que resurgió de nuevo en el año 2364.

## Historia
Imperio fundado por viajeros originarios del planeta Vulcano que decidieron abandonar la sabiduría y calma que rodeaba a la sociedad de este planeta y cambiarla por una filosofía de exploración, conquista y poder en la galaxia. El centro del poder romulano parte de sus dos planetas de mayor importancia, Rómulo y Remo. 
Los romulanos son de un carácter complicado, sus emociones son de gran inestabilidad, haciendo que pasen de ser infinitamente amables a ser puramente violentos en un instante. Su arrogancia es solo comparable a su creencia en su superioridad sobre el resto de razas.
Precisamente esta creencia de superioridad es el motivo por el que -por ejemplo- los habitantes del planeta hermano de Rómulo, Remo, son considerados por la sociedad y el gobierno romulano miembros menores del Imperio Romulano, siendo empleados en los grandes complejos mineros de extracción de dilitio o en fábricas ubicadas en el propio planeta Remo. Los remanos habitan una sola de las caras de su planeta, la cara oculta y oscura, dado que la otra cara se mantiene orientada al sol de forma permanente, lo que origina altísimas temperaturas. Los remanos son considerados unos peligrosos y buenos guerreros, lo que hace que sean empleados como primera línea de defensa o ataque de las fuerzas imperiales. Durante la Guerra del Dominio, los remanos fueron utilizados por el Imperio para las numerosas y crueles batallas. 
Tres años después, en el 2367, el Imperio Romulano se alió con una de las casas más poderosas del imperio Klingon, la casa Duras, que dirigida por Lursa y B´Etor, luchaba por hacerse con el control del Alto Consejo y dirigir el imperio, siendo una de sus primeras medidas romper la alianza con la Federación y firmar otra con el Imperio Romulano, produciendo un cambio de poder en el cuadrante. Esta alianza consistía en que el Imperio Romulano, el cual estaba representado en esta misión por la comandante Sela (hija de una versión alternativa de la teniente humana Tasha Yar), proporcionara distintas y variadas provisiones a las fuerzas de Duras, con el objetivo de poder derrotar a las fuerzas del recién nombrado canciller klingon, Gowron, hecho que había llevado al Imperio Klingon a una guerra civil. Con las fuerzas de Gowron perdiendo fuerza y ante la sospecha de una participación oculta del Imperio Romulano, la Federación decidiría actuar y por medio de una propuesta del capitán Jean Luc Picard del USS Enterprise-D, la Federación enviaría a la frontera del Imperio Klingon con el Imperio Romulano, una flota de unas 20 naves, con el fin de crear un campo Takion y así detectar cualquier entrada romulana al espacio Klingon. Este bloqueo creado por la Federación, resultó exitoso y una flota de naves romulanas, fueron detectadas al intentar penetrar el espacio Klingon, al ser descubierta su ayuda a la familia Duras, la comandante Sela ordenó a sus naves regresar a territorio romulano, poniendo así fin a su colaboración con la familia Duras, la cual perdería poco después cualquier oportunidad de hacerse con el control del Imperio. 
Ya a mediados del año 2368 el Imperio Romulano, planeó la invasión y unificación forzosa al Imperio del planeta Vulcano, hogar de sus antepasados y unido a la historia romulana. Para ello, el Imperio recurriría a los servicios del senador Pardek, uno de los más veteranos senadores y gran amigo del embajador de la Federación, Spock. Pardek informa a Spock que el Imperio Romulano, por medio de un nuevo procónsul, está interesado en firmar una alianza con Vulcano y así poder unificar a Vulcano y a Rómulo después de siglos enemistados. Este hecho hizo que el embajador Spock viajara sin autorización a Rómulo para comprobar lo informado por Pardek y de ser cierta la información, intentar dirigir las negociaciones. Ante este viaje no autorizado de Spock, la Federación envía en secreto a Rómulo a dos de sus mejores oficiales, para encontrar a Spock y aclarar el porqué de su viaje, creyendo que podía tratarse de una traición a la Federación, cuyos resultados podrían ser desastrosos para su seguridad. Con la llegada a Rómulo de los dos oficiales de la Federación, el capitán Picard y el teniente comandante Data, y después de encontrar a Spock y ser informados por este del proyecto de la unificación, se descubrió lo que realmente perseguía el Imperio, que no era otra cosa que conquistar Vulcano. Tras descubrirse la trama dirigida nuevamente por la comandante Sela y con el apoyo y colaboración del procónsul Neral y del senador Pardek, el embajador Spock y los dos oficiales de la Flota, fueron detenidos, mientras que al mismo tiempo, varias naves vulcanas repletas con tropas romulanas estaban a punto de penetrar en territorio de la Federación, rumbo a Vulcano. Finalmente, Spock y los dos oficiales consiguen huir y por medio de una comunicación subespacial, que debería de haber sido utilizada para engañar a los vulcanianos y a la Federación, avisaban a estos, de que las naves vulcanianas eran en realidad naves con tropas romulanas, y que tenían la intención de conquistar Vulcano. Una vez descubierto el plan romulano, las naves repletas de tropas fueron destruidas por un warbird clase D´deridex, poniendo fin a la operación romulana. 
En el año 2369 se descubrió en el territorio bajorano el primer agujero de gusano estable conocido, el cual comunicaba al Cuadrante Alfa con el Cuadrante Gamma. Este hecho puso a Bajor en el mapa y bajo la atenta mirada de todas las razas del Cuadrante Alfa. Pero no todo era positivo en el descubrimiento del agujero de gusano, puesto que posteriormente, se daría a conocer en todo el cuadrante, una superpotencia del Cuadrante Gamma, llamada el Dominio. En el año 2371, con los informes y rumores sobre la amenaza que suponía el Dominio para el Cuadrante Alfa, rumores e informes que se extendían por todo el cuadrante, hizo que en secreto la agencia romulana Tal Shiar, tras estudiar una propuesta de la Orden Obsidiana, se aliara con esta y juntas planearan la destrucción del planeta natal de los fundadores, líderes reconocidos del Dominio. La Orden preparó en secreto una flota de naves clase Keldon, equipadas con los sistemas más modernos de la Orden y con el sistema de ocultación romulano, cedido por el Tal Shiar, las cuales unidas a las naves clase D´Deridex del Tal Shiar formarían la flota para destruir a los fundadores. Dicho ataque fue un total fracaso y toda las naves de la Flota de las dos agencias fueron destruidas por naves de ataque Jem'Hadar en una emboscada preparada por el Dominio, el cual estaba informado de dicho ataque gracias a que uno de los fundadores se había hecho pasar, tiempo atrás, por uno de los dirigentes del Tal Shiar. Los pocos supervivientes de esta batalla, fueron tomados como prisioneros por los Jem'Hadar y llevados a un asteroide prisión del Dominio en el Cuadrante Gamma.
En el año 2373, el Imperio Romulano ante un inminente ataque a todo el cuadrante, firmó un tratado de no agresión con el Dominio. Las negociaciones fueron llevadas por el senador y vicepresidente del Tal Shiar, Vreenak. Durante varios meses, el Imperio Romulano había sido testigo de la declaración de Guerra del Dominio al Cuadrante Alfa y desde la barrera, veía como la Federación y el Imperio Klingon perdían hombres, naves y fuerza ante un enemigo aparentemente imparable. A mediados del año 2374, una conspiración llevada a cabo por el capitán de la estación espacial Espacio Profundo 9, Benjamin Sisko, el cardasiano Garak y acompañada por la muerte del senador Vreenak, responsable del tratado de paz entre el Imperio Romulano y el Dominio, hizo que el Imperio Romulano viera peligrar sus territorios y decidiera declarar formalmente la guerra al Dominio, entrando en la alianza del Cuadrante Alfa con el Imperio Klingon y la Federación. Con los romulanos ya como enemigos, el Imperio causaría serios problemas al Dominio en su frontera e incluso le arrebataría algún sistema, siendo uno de los más relevantes, el sistema Benza. Estos hechos hicieron que el Dominio tuviera que enviar más naves a lo largo de la frontera romulana. A finales de ese mismo año, la flota romulana se unió a las flotas Klingon y de la Federación lanzándose en un ataque total contra el sistema Chin'toka, perteneciente al Dominio y dentro del territorio Cardasiano. A pesar de perder un buen número de naves, el sistema fue conquistado. En el 2375, el Imperio Romulano decidió apoyar la decisión de lanzar un ataque total sobre Cardasia y uniéndose por última vez a las flotas Klingon y de la Federación, partió rumbo al planeta hogar Cardasiano, para intentar poner fin a la guerra que tanta destrucción y muerte había traído al cuadrante alfa. Con enormes pérdidas en la flota aliada, el Imperio Romulano y sus aliados conseguirían al fin derrotar al Dominio, poniendo fin a la sangrienta y devastadora guerra. 
En 2379, el gobierno romulano sufrió un golpe de Estado, lanzado por varios altos cargos civiles y militares rebeldes, interesados en un acercamiento entre los romulanos y los remanos, raza del Imperio que era considerada inferior y no era apreciada. Ante la negativa del por entonces Pretor Hirem a abrir un diálogo de acercamiento, los rebeldes asesinaron a los miembros del Senado y al propio Hiren, dejando un vacío en el gobierno del Imperio, que inmediatamente fue ocupado por el líder del pueblo remano, Shinzon. Shinzon y sus colaboradores, querían destruir la Tierra, para que la Federación fuese reducida a cenizas y comenzara una nueva expansión del Imperio Romulano en el cuadrante. Pero antes, Shinzon recibió como nuevo Pretor romulano a un enviado de la Federación, el cual había sido solicitado por el propio Shinzon, para negociar un duradero acuerdo de paz entre las dos potencias. La Federación confió esta misión al USS Enteprise-E al mando del capitán Jean-Luc Picard. Posteriormente, se descubrió que Shinzon en realidad era un clon del propio capitán Picard y que había sido el fruto de un antiguo experimento romulano para suplantarle en la Flota Estelar, hecho que jamás llegaría a suceder, y que hizo que aquel acabara en las minas de Remo. Los planes de Shinzon se vieron desbaratados, con la intervención del capitán Picard y de la USS Enteprise-E, la cual, con el apoyo de dos naves romulanas comandadas por dos de los militares que habían colaborado con Shinzon y los cuales se habían dado cuenta de que seguirle no había sido lo mejor para los intereses del Imperio, se enfrentaron en una dura batalla contra el halcón de guerra remano de Shinzon, la Scimitar. La crisis remana se cerró con la destrucción de la nave de Shinzon y con la muerte de este a manos del capitán Picard a bordo de la Scimitar, tras un violento combate.
En dicha batalla, el androide Data se inmola para poder salvar al Cap. Jean-Luc Picard.

## Territorio
El Imperio Romulano se extiende a lo largo del Cuadrante Beta, limitando con el Imperio Klingon. Sus territorios escasos en el Cuadrante Alfa limitan con la zona neutral que sirve de frontera entre la Federación y el espacio romulano. 

## Cultura
La cultura romulana es muy similar a la cultura vulcana previa a la reforma conocida como Tiempo del despertar realizada por el filósofo pacifista Surak, llena de pasiones y violencia. La política romulana está repleta de intrigas, traiciones, conspiraciones y juegos de poder. Esto, que es considerado un deshonor para los Klingon quienes valoran la verdad ante todo, es parte de la enemistad entre ambos pueblos. En términos generales la cultura romulana se basa en una versión espacial de la cultura romana. Incluso su enfrentamiento con los Klingon (guerreros bárbaros) parece asemejarse a la lucha entre romanos y germanos. 
Los vínculos entre la cultura romulana y la cultura romana son evidentes. Rómulo y Remo son los mitológicos fundadores de Roma. Vulcano es el dios romano del fuego. La sociedad romulana se encuentra basada en la romana, etc. En el episodio de  la serie original "¿Quién llora por Adonis?" se establece que los antiguos dioses grecorromanos fueron una raza de extraterrestres muy poderosos que visitaron la Tierra dando origen a los mitos y la cultura grecorromana. En la página oficial de Star Trek se menciona que estos mismos seres visitaron el Planeta Vulcano en el pasado generando así los mismos paralelismos mitológicos y culturales.